# Robert Hepp
Robert Hepp (* 19. Februar 1938 in Langenenslingen) ist ein deutscher Professor für Soziologie und Autor. Er gilt als Vertreter der Neuen Rechten und wurde von verschiedenen Autoren als rechtsextrem eingestuft.

## Leben
Hepp studierte Geschichte und politische Wissenschaften in Tübingen, Paris und Erlangen und wurde 1967 bei dem Religions- und Geistesgeschichtler Hans-Joachim Schoeps in Erlangen mit seiner Dissertation Politische Theologie und theologische Politik; Studien zur Säkularisierung des Protestantismus im Weltkrieg und in der Weimarer Republik zum Dr. phil. promoviert.
Mit seinem Bruder Marcel Hepp (1936–1970) gehörte Hepp während seines Studiums an der Eberhard-Karls-Universität Tübingen zur Katholischen Front, einer rechten Studentengruppe, die noch im Jahr ihrer Gründung 1959 auf Druck des Bischofs von Rottenburg in Konservative Front umbenannt wurde. Aufsehen erregte die Gruppe mit kämpferisch konservativen Flugblättern.
Von 1966 bis 1968 arbeitete Hepp als Soziologe an der Universität des Saarlandes. Von 1968 bis 1971 war er als Assistent von Mohammed Rassem an der Universität Salzburg und von 1971 bis 1977 als Assistenzprofessor erneut an der Universität des Saarlandes tätig. Von 1977 bis 2006 lehrte er als Ordinarius für Soziologie an der Universität Osnabrück, Abteilung/Standort Vechta, ab 1995 Hochschule Vechta.
1984 gehörte Hepp einem von Armin Mohler inspirierten „Deutschen Nationalrat“ an, in dem sich Autoren der „Neuen Rechten“ organisierten, die „weder CDU noch Neonazis sind“. Dieser später auch als „Deutschlandrat“ bekannt gewordene Kreis gehörte zu den wichtigsten Thesengebern der Republikaner.
Hepp war auch Mitglied im rechtsextremen „Schutzbund für das Deutsche Volk“ (SDV). Gemeinsam mit dem Mineralogen Helmut Schröcke und dem Eugeniker Heinrich Schade veröffentlichte Hepp Ende 1984 eine Broschüre im rechtsextremen Grabert-Verlag, in welcher der SDV „Forderungen zur Ausländerpolitik“ stellte. Die Verfasser schlossen darin aus dem Geburtenrückgang in Westdeutschland seit 1970, dass sich, so der Titel von Hepps Beitrag, „das deutsche Volk in der Todesspirale“ befinde. 1988 ließ Hepp diesen Überlegungen die geschichtsrevisionistische Schrift Die Endlösung der Deutschen Frage folgen. Ihm zufolge hatte die Bundesrepublik Deutschland bereits das Stadium des „demographischen Untergangs“ erreicht, dessen notwendige Folge „der ‚Volkstod‘“ sei. Grundlage von Hepps Überlegungen war ein biologistisches Verständnis von Volk, das er „nicht mehr nur als eine ‚historische‘ oder ‚kulturelle‘, sondern auch als eine ‚biologische" Schicksalsgemeinschaft‘“ sah. Die Identität eines Volkes war für Hepp das Ergebnis einer Entwicklung, in der „Auslese“ und „Vermischung“ zu einer spezifischen „Fortpflanzungs- und Erbanlagengemeinschaft“ geführt hätten. Die von ihm behauptete Identitätskrise des Volkes führte er auf eine „Ethnomorphose“ der „Fortpflanzungs- und Erbanlagengemeinschaft“ der Deutschen durch Geburtenrückgang und zunehmende Einwanderung zurück. Im Anschluss an Carl Schmitt sah Hepp dabei in der Homogenität eines Volkes die Grundlage der Demokratie, womit die Ausscheidung des Heterogenen legitmitiert wird.
Aufgrund eines Beitrages von Robert Hepp und nach langem Rechtsstreit ließ das Amtsgericht Tübingen 1998 Restexemplare des 1994 erschienenen Buches Hellmut Diwald. Sein Vermächtnis für Deutschland. Sein Mut zur Geschichte, herausgegeben von Rolf-Josef Eibicht im rechtsextremen Hohenrain-Verlag, Tübingen, einziehen und ordnete an, Filme und Druckplatten unbrauchbar zu machen. Das Gericht warf Hepp vor, in einer lateinischsprachigen Fußnote seines Beitrages den Holocaust zu leugnen. Gegen eine Zeitschrift, welche den lateinischen Text als eindeutige Holocaustleugnung interpretierte, ging Hepp mit einer Unterlassungsklage vor und bekam teilweise Recht. Mit Urteil vom 27. Januar 1998 stellte der Bundesgerichtshof fest, dass das Zitat in der Originalsprache bei der Übersetzung mehrere Interpretationen zulässt, u. a. auch die der Leugnung.
Ein Disziplinarverfahren des niedersächsischen Wissenschaftsministeriums gegen Hepp wurde mangels Beweisen eingestellt.

## Kritik
Während seiner Zeit als Ordinarius in Vechta legte Hepp den Studierenden Texte vor, in denen geleugnet wurde, dass in den Gaskammern von Auschwitz Juden ermordet worden sind. Dies tat er, so Johannes Jäger, weil er die „Entkriminalisierung der deutschen Geschichte“ anstoßen wollte, die seiner Meinung nach Voraussetzung für ein selbstverständliches Nationalbewusstsein sei.

## Schriften (Auswahl)
- Politische Theologie und theologische Politik. Erlangen-Nürnberg 1968
- Selbstherrlichkeit und Selbstbedienung. Beck, München 1971
- Das deutsche Volk in der Todesspirale. In: Deutschland – ohne Deutsche. Grabert-Verlag, Tübingen 1984
- Der Aufstieg in die Dekadenz. Bevölkerungsrückgang als politisches Problem. In: Armin Mohler (Hrsg.): Wirklichkeit als Tabu. Oldenbourg, München 1986, S. 181–245, ISBN 3-486-53151-4
- Die Endlösung der Deutschen Frage. Hohenrain 1988, ISBN 3-89180-017-7
- Die Kampagne gegen Hellmut Diwald von 1978/79. 2. Teil. Richtigstellungen. In: Rolf-Josef Eibicht (Hrsg.): Hellmut Diwald. Sein Vermächtnis für Deutschland. Sein Mut zur Geschichte. 1994

## Einzelbelege
1. ↑  Richard Stöss: Die „neue Rechte“ in der Bundesrepublik (Memento vom 24. Juli 2008 im Internet Archive), in: Forschungsinstitut der Friedrich-Ebert-Stiftung (Hrsg.): Die Wiedergeburt nationalistischen Denkens: Gefahr für die Demokratie, Bonn 1995.
2. ↑  Ines Aftenberger, Die Neue Rechte und der Neorassismus, Grazer Universitätsverlag, 2007, S. 43.
3. ↑  Armin Pfahl-Traughber, Konservative Revolution und Neue Rechte: rechtsextremistische Intellektuelle gegen den demokratischen Verfassungsstaat, 1998, S. 166: „[…] teilweise rechtsextremistischen Hochschullehrern wie Hellmut Diwald, Robert Hepp […]“; Ines Aftenberger, Die Neue Rechte und der Neorassismus, 2007, S. 43: „[…] die eigentlich im traditionellen Rechtsextremismus beheimateten Autoren Hans-Dietrich Sander, Rolf Kosiek und Robert Hepp […]“; Iring Fetscher, Neugier und Furcht: Versuch, mein Leben zu verstehen, Hoffmann und Campe, 1995, S. 437: „[…] auf eine Polemik des rechtsextremen Autors Robert Hepp […]“.
4. ↑  Carl Schmitt, Carl Schmitt – Briefwechsel mit einem seiner Schüler, hrsg. von Armin Mohler, Akademie Verlag 1995, S. 269.
5. ↑  Zitiert nach Wolfgang Gessenharter: Konservatismus und Rechtsextremismus – Nähen und Distanzen, in: Gewerkschaftliche Monatshefte 9/1989, S. 561–570, hier S. 567.
6. ↑  Alice Brauner-Orthen: Die Neue Rechte in Deutschland: antidemokratische und rassistische Tendenzen, Leske + Budrich, 2001, S. 149.
7. ↑  Thomas Bryant: Von der Vergreisung des Volkskörpers zum demographischen Wandel der Gesellschaft – Geschichte und Gegenwart des deutschen Alterungsdiskurses im 20. Jahrhundert. In: José Brunner (Hg.): Demographie – Demokratie – Geschichte: Deutschland und Israel (= Tel Aviver Jahrbuch für deutsche Geschichte 35 (2007)). Wallstein, Göttingen 2007, S. 119 f., zit. 119.
8. ↑  Wolfgang Bergem: Identitätsformationen in Deutschland. VS Verlag für Sozialwissenschaften, Wiesbaden 2005, S. 80.
9. ↑  Wolfgang Bergem: Identitätsformationen in Deutschland. VS Verlag für Sozialwissenschaften, Wiesbaden 2005, S. 15.
10. ↑  Wolfgang Bergem: Identitätsformationen in Deutschland. VS Verlag für Sozialwissenschaften, Wiesbaden 2005, S. 99.
11. ↑  Amtsgericht Tübingen, Aktenzeichen 4 Gs 1085/97; Beschluss Amtsgericht Tübingen vom 3. Juni 1998.
12. ↑  BGH, 27.01.1998 – VI ZR 72/97 (Memento vom 2. März 2000 im Internet Archive)
13. ↑  Armin Himmelrath, Keine Rechtsmittel gegen rechte Professoren, Süddeutsche Zeitung vom 11. Mai 1996, S. 5.
14. ↑  Johannes Jäger, Die rechtsextreme Versuchung, Lit Verlag, Berlin 2002, S. 63.

| Personendaten    | Personendaten                                |
| ---------------- | -------------------------------------------- |
| NAME             | Hepp, Robert                                 |
| KURZBESCHREIBUNG | deutscher Soziologe und rechtsextremer Autor |
| GEBURTSDATUM     | 19. Februar 1938                             |
| GEBURTSORT       | Langenenslingen, Oberschwaben                |